# Czesław Jastrzębiec-Kozłowski
Czesław Jastrzębiec-Kozłowski (ur. 31 grudnia 1894 w Krzemieńcu, zm. 14 czerwca 1956 we Włochach k. Warszawy) – polski tłumacz, poeta i esperantysta.

## Życiorys
Urodził się w rodzinie Michała Kazimierza Kozłowskiego h. Jastrzębiec i Zofii z Zelenayów. Ukończył gimnazjum filologiczne w Kijowie. Był autorem wielu nieopublikowanych prac z dziedziny filozofii. Wskutek upadku z konia w młodości był przez całe życie niepełnosprawny. Tłumaczył z wielu języków, zajmował się lingwistyką i filozofią mesjanistyczną Józefa Hoene-Wrońskiego, tworzył poezje, od roku 1927 był zaprzyjaźniony z Jerzym Braunem. Został członkiem i wiceprezesem Towarzystwa im. Hoene-Wrońskiego. Był też członkiem PEN Clubu.
Podczas II wojny światowej został wprowadzony przez Jerzego Brauna do konspiracyjnej „Unii”.
Od 8 września 1926 był mężem Zofii z Hulanickich (1902–1984).
Pochowany na cmentarzu Parafii Świętych Teresy od Dzieciątka Jezus i Męczenników Rzymskich w Warszawie-Włochach (sektor C2-7-17).

## Autorzy dzieł tłumaczonych przez Czesława Jastrzębiec-Kozłowskiego
- - Z języka angielskiego:

- William Szekspir, przetłumaczył dwie sztuki: Tymona Ateńczyka (1954) oraz wydaną pośmiertnie Burzę (1999)[3]
- William Blake
- Robert Burns
- William Wordsworth
- Samuel Taylor Coleridge
- James Henry Leigh Hunt
- George Gordon Byron
- Percy Bysshe Shelley
- Thomas Hood
- Elizabeth Barrett Browning
- Edgar Allan Poe
  - Z języka francuskiego:
- Molière
- Roland Barthes
- Charles Baudelaire
- Frédéric Mistral
- Arthur Rimbaud
  - Z języka niemieckiego
- Stefan Heym
  - Z języka rosyjskiego:
- Fiodor Dostojewski
- Anton Czechow
- Nikołaj Gogol
  - Z języka ukraińskiego:
- Taras Szewczenko
- Ołeś Honczar
  - Z języka serbskochorwackiego:
- Ivan Gundulić

Ponadto tłumaczył z języka angielskiego powieści sensacyjne autorów: May Sinclair, Sydney Horler, E. Phillips Oppenheim, W.B. Maxwell.

## Ordery i odznaczenia
- Krzyż Komandorski Orderu Świętego Sawy (Jugosławia, 1934)[4]

## Źródło
- Sławomir Jastrzębiec-Kozłowski: Czesław Jastrzębiec-Kozłowski (1894-1956). jastrzebiec-kozlowski.pl. [zarchiwizowane z tego adresu (2013-05-03)]. (pol.).
- Aŭtoro: Czesław Jastrzębiec-Kozłowski